# جشمة حاجي سليمان (درونة)
جشمة حاجي سلیمان (بالفارسية: چشمه حاجی‌سلیمان) هي قرية تقع في إيران في قسم درونة الريفي. يقدر عدد سكانها بـ 189 نسمة بحسب إحصاء 2016.